# Морено, Якоб Леви
Якоб Леви Морено (англ. Jacob (Iacob) Levy Moreno; по разным источникам, родился 18 мая 1889 или 20 мая 1892, Бухарест — 14 мая 1974, Бикон, Нью-Йорк) — психиатр, психолог и социолог. Основатель психодрамы, социометрии и групповой психотерапии.

## Биография
Морено, известный склонностью к мифотворчеству, в своей «Автобиографии» так описывал историю своего рождения:

Я родился в бурную ночь на корабле, плывущем по Чёрному морю от Босфора к румынскому порту Констанце. Это произошло на рассвете Субботы, роды закончились как раз перед началом молитвы… Никто не знает, какой это был корабль: греческий, турецкий, румынский или испанский. С этой неопределённости берёт начало неопределённость моей жизни и моего гражданства… Я родился гражданином вселенной, как моряк, скитающийся из страны в страну по разным морям.
— Марино Р. Ф. История Доктора. — М., 2001. — С. 21.
Большинство последователей Якоба Леви Морено предпочитают именно эту версию его рождения. Однако, если строго следовать фактам, то Морено родился 18 мая 1889 года в Бухаресте (Королевство Румыния) в семье сефардских евреев, переселившихся из Оттоманской империи. Его отец, Ниссим Леви (1856—1925) родом из Плевны, был купцом, чьи родители перебрались в Плевну из Константинополя.
В 1925 году, вскоре после смерти отца и по прибытии в США, Якоб Морено Леви взял имя отца в качестве фамилии, и стал известен миру под именем Якоба Леви Морено («Морену» на иврите означает «Наш учитель»). Мать Морено, Паулина Янку Вольф (1873—1933), происходила из Калараша. Морено был старшим из шести братьев и сестёр. Разговорным языком в семье был ладино.
Как и рождение Морено, его детство окутано легендами, из которых примечательна одна, имеющая непосредственное отношение к психодраме. Однажды Якоб вместе с соседскими детьми забрались в подвал дома. Якоб предложил играть в Бога: «Я буду Богом, а вы — моими ангелами». Дети согласились, и общими усилиями соорудили из столов и стульев «небо». Якоб сидел на вершине этой пирамиды, а дети бегали вокруг него, махали руками и пели, изображая ангелов. Один из них спросил Якоба, почему он не летает. Мальчик попытался лететь, упал и сломал себе руку. Морено считал этот случай первым опытом психодрамы, и часто определял свой метод как «психотерапию павших богов».
В 1895 году семья переезжает в Вену (Австрия). После того, как родители в 1905 году переезжают в Берлин, 14-летний Якоб Леви остаётся в Вене, и больше никогда не живёт вместе с родителями. Примерно в это время Морено переживает некий мистический опыт, во многом определивший его судьбу.

Стоя перед статуей, я начал понимать, что мне предстоит принять решение, которое определит всю мою дальнейшую судьбу. Я думаю, все люди в юности принимают подобное решение. И тогда наступил мой момент. Передо мной стоял вопрос, что я должен выбрать как моё: всю вселенную или мою семью, род, из которого я произошёл? И я выбрал вселенную — не потому, что моя семья была хуже других семей, но потому, что я хотел жить для чего-то большего, для того мира, к которому принадлежал каждый член моей семьи и куда я желал бы их вернуть. Моё решение означало, что все люди — это мои братья и сестры, что все матери и отцы — это мои матери и отцы, что все дети, кем бы ни были их родители, — это мои дети, а все женщины — мои жёны, что всё имущество этого мира — моё имущество, и, напротив, всё что есть у меня, принадлежит всему миру.
— Марино Р. Ф. История Доктора. — М., 2001. — С. 37.
Следствием этого озарения стало стойкое убеждение Морено, что «истинная психотерапия может быть только психотерапией всего человечества». Это высказывание Морено часто воспринимают как броскую фразу. В действительности же это — фундамент философии, методологии, теории и практики групповой психотерапии, социометрии и психодрамы.
В 1909 году Морено поступает в Венский университет, где изучает философию и медицину. На первых курсах Морено готовил себя к карьере общепрактикующего врача, его обращение к психиатрии относится примерно к 1913—1914 году. Со студенческими годами связана ещё одна легенда, касающаяся встречи Морено и Фрейда. После одной из лекций Фрейда студенты столпились вокруг мэтра, и Фрейд спросил Морено, чем он занимается. Ответ был таким:

«Доктор Фрейд, — ответил я, — я начал там, где вы закончили. Вы работаете с людьми в искусственной обстановке вашего кабинета, я встречаю их на улицах и у них дома, в их естественном окружении. Вы анализируете их сновидения и мечты, я пытаюсь сделать их смелыми, чтобы они могли мечтать снова. Я учу людей играть Бога»… Фрейд посмотрел на меня озадаченно и улыбнулся.
— Марино Р. Ф. История Доктора. — М., 2001. — С. 45.
В ответе самоуверенного молодого человека можно увидеть зачатки философии Встречи, лежащей в основе психодрамы. Односторонней полемикой с теорией Фрейда пропитано большинство работ Морено.
Психодрама как метод психотерапии формировалась долгие годы. Её созданию в немалой степени способствовал растущий интерес Морено к театру. В студенческие годы Морено проводит несколько «стихийных психодрам», он организует детскую театральную группу, спонтанно разыгрывавшую импровизации в венском парке.
Важным эпизодом в развитии групповой психотерапии стала работа Морено с венскими проститутками (1913). Совместно с врачом В. Грюеном и журналистом К. Кальбертом он создал группы по 8—10 девушек в каждой, которые встречались 2—3 раза в неделю для обсуждения сложностей, возникающих в их жизни. Вот выводы, которые сделал Морено в итоге этой работы:

Уже тогда меня поразили четыре аспекта групповой психотерапии, позже они стали основами групповой психотерапии любого рода: 1) автономия группы; 2) у группы есть своя структура, и стоит о ней узнать как можно больше;) групповой диагноз является предварительным условием групповой психотерапии; 3) проблема коллективности; проститутки представляли собой какой-то общий социальный порядок со своими паттернами поведения, ролями и т.д, что окрашивало любую ситуацию, независимо от отдельных участников группы и конкретной группы в целом; 4) проблема автономности и безымянности… В групповой терапии существует тенденция к безымянности её членов, границы между отдельными Эго ослабляются, важность приобретает сама группа как единое целое.
— Марино Р. Ф. История Доктора. — М., 2001. — С. 58.
В 1915—1916 годах Морено работает в австрийском лагере для беженцев. Он приходит к выводу, что, если при распределении людей по баракам учитывать их национальность, вероисповедание, политические взгляды и прочее, то можно сделать их жизнь более счастливой. Он даже пишет соответствующее письмо министру внутренних дел, в котором называет свой подход «социометрией».
Параллельно с теоретическими взглядами Морено оформляются и его философские взгляды. В 1914—1915 годах тремя книжками издаётся сборник «Приглашение к встрече», в общих чертах отражающий философию Морено.
В 1917 году окончил Венский университет, получил диплом врача. С 1918 года начинает выходить журнал «Daimon», редактором, а затем и совладельцем которого стал Морено. В журнале публиковались самые известные люди Европы. Сам Морено в 1920 году обнародовал в этом журнале свою работу «Слова Отца», являющуюся, по мнению биографов Морено, итогом его развития, манифестом его ранней философии встречи и философии творчества.
В 1921 году Морено начинает систематически использовать психодраму, ещё не называя так свой метод и не считая себя психотерапевтом. Первый опыт связан, по-видимому, со случаем мужчины, решившего покончить с жизнью. Морено со своей подругой, Марианной Лорницо, предотвратил самоубийство, разыграв фантазии пациента. Но окончательное оформление психодрамы как метода психотерапии связывают со «случаем Барбары» (1922). К Морено обратился Георг, муж молодой актрисы по имени Барбара, игравшей в театре невинных девушек и прекрасных женщин. По его словам, дома, наедине с ним, она становилась настоящей фурией: грязно ругалась и бросалась на него с кулаками. Морено предложил Барбаре на публике, в экспериментальном театре, сымпровизировать роль проститутки, разговаривающей со своим сутенёром. Барбара ругалась как матрос, потом убегала от разъярённого сутенёра, пока не была им «убита». Публика была шокирована, но Барбара чувствовала себя счастливой. После этого она стала играть роли проституток, преданных жён, озлобленных любовниц. Постепенно менялось её поведение и в быту: скандалы теперь если и происходили, то были кратковременными и не были столь страстными, как раньше. Через некоторое время они начали играть на сцене вместе с Георгом, сначала отыгрывая то, что происходило у них дома, а затем проигрывая воспоминания детства, фантазии и планы.

Через несколько месяцев мы с Барбарой и Георгом сидели втроём в театре. Они снова открыли самих себя и друг друга или, точнее, они открыли себя и друг друга впервые. Я анализировал ход их психодрамы, сессию за сессией, и объяснял им, как произошло их исцеление.

В этой работе[какой?] присутствуют наиболее значимые элементы психодрамы: сцена, зрители; директор, протагонист, вспомогательные Я; самопрезентация, обмен ролями; инсайт-в-действии.
В том же 1921 году в венском Театре комедии, состоялась первая социодрама. Это произошло 1 апреля, в День дураков. Морено попытался вовлечь зрителей в разыгрывание сцены о политической ситуации в Австрии. Представление с треском провалилось, но этот день празднуется всеми психодраматистами мира как день рождения психодрамы. Морено же сделал из этого опыта вывод о необходимости разогрева зрителей, которых он хотел вовлечь в действие.
В 1924 году выходит книга Морено «Театр спонтанности». В ней он выделяет 4 типа театра:[значимость факта?]
- театр конфликта (аксиодрама);
- непосредственный театр (театр импровизации), раскрывающий творческие способности с помощью воображения;
- терапевтический театр, в котором люди играют самих себя;
- театр творения, основанный на самоактуализации каждого человека.

Разнообразие интересов Морено подчёркивает тот факт, что в это же время он, совместно с братом своей возлюбленной, работает над проектом звукозаписывающего устройства, названного ими «Радиофильм». Это устройство явилось прообразом магнитофона — принцип магнитной записи позволял стирать и вновь записывать голос. Патент на «Радиофильм» был получен в Австрии и позже продан в Штатах.
В 1925 году, под давлением обстоятельств, перед Морено встаёт вопрос об эмиграции из Австрии. Морено рассматривал два варианта: США, где к тому времени уже жил его брат, и Советский Союз. Морено выбрал первый вариант.
Первые пять лет в Америке не ознаменовались заметными свершениями Морено, он обустраивается в новой для него стране. Заключив в 1928 году фиктивный брак с Бетрис Бичер, Морено получает американское гражданство.
1931 год — очень насыщенный год в жизни Морено. 5 апреля в театре «Гильдия» состоялось официальное открытие «Театра импровизации».
В это же время ему поручают провести исследование в тюрьме Синг-Синг. Использовав в качестве основного метода социометрию, Морено на заседании Американской психиатрической ассоциации представляет результаты исследования и предложения по классификации заключённых, с помощью которой в тюрьме можно было бы создать более здоровое сообщество. На этом заседании впервые в истории психиатрии Морено употребляет термин «групповая психотерапия».
После доклада Морено приглашён провести исследование в Нью-Йоркской государственной школе для девушек, располагающейся в городе Хадсон. В 1932 году Морено приступает к работе. Хадсоновский (или «гудзоновским») проект Морено длился два года и позволил осуществить основные идеи Морено: в Хадсоне использовалась социометрия, психодрама, социодрама и групповая психотерапия.
В 1934 году Морено публикует основополагающую монографию «Кто выживет?»[значимость факта?], ставшую «Библией» социометрии (на русский язык ещё[когда?] не переведена).
Морено был не только творцом, но и популяризатором своих идей. Ещё в 1931 году он основывает журнал «Impromptu», посвящённый спонтанному театру, однако вышло всего 2 номера журнала. С 1937 года Морено начинает издавать журнал «Социометрия: журнал межличностных отношений», в котором публиковались такие известные учёные, как Маргарет Мид и Гордон Олпорт.
В 1936 году в Биконе Морено открывает собственную психиатрическую лечебницу «Бикон-Хилл», которая становится одновременно лабораторией и учебным центром. Здесь собирались друзья и единомышленники, отсюда психодрама начала распространяться по всему миру.
В 1941 году в государственном учреждении — госпитале «Сент-Элизабет» официально открывается психодраматический театр и появляется официальная должность специалиста по психодраме. Со временем психодраматическая сцена становится частью психиатрических отделений многих госпиталей и психологических факультетов факультета. Так, в 1949 году, усилиями Генри Мюррея, театр психодрамы появляется при Гарвардском университете. В 1942 году Морено создаёт в Нью-Йорке Институт социометрии и Театр психодрамы. В том же году Морено вместе со своей будущей женой Зеркой основывает Общество психодрамы и групповой психотерапии, которое издаёт журнал «Социатрия», а с 1947 года — «Социатрия, журнал групповой и межгрупповой терапии» (ныне — «Журнал групповой психотерапии, психодрамы и социометрии»). Кроме того, с 1943 года Общество проводит ежегодные конференции и разрабатывает стандарты обучения психодраме. Формальное обучение проводилось на базе психодраматических институтов.
В 1946 году Морено выпускает книгу «Психодрама. Том 1».[значимость факта?]
С 1950 года Морено начинает путешествовать по всему миру. Он посещает Францию, Великобританию, Германию, Австрию, Испанию, Италию; также Морено рассылает по миру своих учеников в качестве преподавателей психодрамы. В течение 10 лет психодрама выходит на мировой уровень, и в 1957 году Морено становится первым президентом Международного совета по групповой психотерапии, а затем — Международной ассоциации групповой психотерапии. В 1961 году Морено создаёт Всемирную академию психодрамы и групповой психотерапии. Первый международный конгресс по психодраме состоялся в Париже в 1964 году.
В 1959 году Морено приезжает в СССР, где посещает Институт психологии и Академию медицинских наук в Москве, и Институт имени Бехтерева и Институт имени Павлова в Ленинграде. К этому времени его книга «Социометрия: экспериментальный метод и наука об обществе» была переведена на русский язык (в 2001 году заново переведена). Однако посещение Советского Союза в то время не послужило толчком к развитию психодрамы в нашей стране.
Последним монументальным трудом Морено стала его автобиография, над которой он начал работать в 1971 году.
В 1974 году Морено перенёс серию инсультов. Поняв, что он не сможет вернуться к творчеству, Морено отказался от приёма пищи и пил только воду. 14 мая 1974 года Якоб Леви Морено умер. Эпитафия на его могиле, придуманная самим Морено, гласит: «Здесь лежит человек, который принёс в психотерапию шутку и смех».

## Философия и теория психотерапии Морено
Психодрама как психотерапевтический метод неразрывно связана с философскими воззрениями Морено. Сам Морено видел конечной задачей психодрамы Встречу с Богом и называл её «экспериментальной теологией».
Морено считал, что божественный акт Творения не закончен, что сила (Бог), которая когда-то создала вселенную, космос, продолжает действовать и сейчас. Человек — носитель Искры Божьей, энергии, которая не может быть накоплена и она проявляется только «здесь и сейчас», в действии. Эту энергию Морено называл спонтанностью.
В процессе сотворения, и только в нём, может осуществиться Встреча человека с Богом. В сборнике «приглашение к Встрече» есть текст «Речь о Встрече», отрывок из которого приведён в книге Греты Лейтц. Он представляет собой диалог человека и Бога. Человек спрашивает, почему Господь все ещё не пришёл к нему. Бог отвечает, что он знает всех людей на земле и спешит к ним, Он — в пути. Но на этом пути от одного человека к другому существуют разломы, трещины, из-за которых Он вынужден останавливаться и вникать в положение вещей. И какова бы ни была причина задержки (перечисляются «темы»: «Возникновение святости», «Как исцелить любимого», «Беспорядок в деревне», «Возникновение нищеты»), человек не готов идти навстречу Ему. Чтобы Встреча с Богом состоялась, сначала человек должен встретиться с собой, затем — с теми, кто живёт с ним под одной крышей, затем — с теми, кто живёт с ним в одной общине, в одной стране.

Практический психотерапевтический подход в психодраме основывается на заключенной в методе возможности многоуровнего общения:
1. На возможности встречи с самим собой.
2. На возможности встречи с «Ты» в рамках реального жизненного сообщества, то есть in situ или, как мы ещё увидим, в «полуреальности» психодрамы.
3. На возможности встречи членами малой группы или иных, возможно, более крупных групп, например этнических, в их социометрическом переплетении с естественными жизненными группами in situ или изображенных на сцене; а также на возможности встречи с членами психодраматической группы в ситуации «здесь и теперь».
4. На возможности встречи с миром как в социальном, так и в космическом значении.

— Лейтц Г. Психодрама: теория и практика. Классическая психодрама Я. Л. Морено. — М., 2007. — С. 153—154.
Отсюда становится понятным и естественным шокирующее, если оно взято в отрыве от контекста, утверждение Морено о том, что «подлинно терапевтический метод не может иметь своим объектом меньшее, чем человечество». Философские концепции спонтанности как сотворчества и Встречи реализуются у Морено в социометрии, а также в теории спонтанности и теории ролей.

### Теория спонтанности
Согласно Морено, развитие человека невозможно описать ни биологической, ни социальной его обусловленностью. Для того чтобы описать развитие человека необходимо учитывать спонтанность (s-фактор).
Проявления спонтанности могут быть как конструктивными, так и деструктивными. Спонтанность — это энергия, подавление которой приводит к неврозу, а бесконтрольное проявление — к психозу. «Формирующую субстанцию» для конструктивного проявления спонтанности Морено назвал креативностью.
Если спонтанность даёт толчок к действию, а креативность придаёт ему конструктивную форму, то результатом этого процесса являются культурные консервы. Культурным консервом является, например, опубликованная книга, записанное нотами музыкальное произведение и проч. В случае психотерапии культурным консервом является полученный в результате психотерапевтического процесса новый способ поведения, мышления и чувствования.
Спонтанность — креативность — культурные консервы представляют собой цикл творчества. Консервы можно «расконсервировать», приложив к ним новый творческий импульс, и тогда цикл повторяется, приводя к появлению новых консервов.
Морено описал три типа проявления спонтанности в человеческом общении: перенос, вчувствование (эмпатия) и теле.
Под переносом Морено, вслед за Фрейдом, понимал перенесение собственных чувств и представлений на партнёра по общению. В результате партнёр предстаёт как объект бессознательных представлений, а само общение не соответствует реальности.
Вчувствование — это способ общения, предполагающий способность на время отказаться от своего видения партнёра, объективно воспринимать исходящую от него информацию и проникнуться его эмоциональным состоянием. Эмпатия представляет собой более здоровый, чем перенос способ взаимодействия с людьми, однако и тут партнёр по общению остаётся пассивным объектом восприятия.
Истинная Встреча между двумя и более людьми, встреча, объединяющая «Я» и «Ты» в «Мы», возможна только в том случае, если все партнёры являются активными субъектами общения. Такой способ общения Морено назвал теле. Теле — это соотнесённое с реальностью восприятие и вытекающее из него отношение двух (или нескольких) человек. Общение, основанное на теле, характеризуется креативностью. В его основе лежит взаимное принятие роли:

Прогулка вдвоем: глаза в глаза,

уста в уста,

и если ты рядом, хочется мне

вырвать глаза твои из впадин

и вставить их вместо моих,

а ты вырвешь мои

и вставишь их вместо своих,

тогда буду я глядеть на тебя твоими,

а ты взглянешь на меня моими

глазами.
— Лейтц Г. Психодрама: теория и практика. Классическая психодрама Я. Л. Морено. — М., 2007. — С. 66
Теле-отношения — это не обязательно «отношения в любви», как часто их понимают. Учитывающая реальность конкуренция с сопутствующими ей враждебными чувствами между партнёрами так же может быть основана на теле.
Именно теле-отношения являются истинным предметом изучения социометрии и предметом взаимодействия в групповой психотерапии

### Групповая психотерапия
Идея групповой психотерапии естественно вытекает из философии Встречи. Если встретиться с Богом (обрести свою спонтанность) человек может, только встретившись с другими людьми, то очевидно, что психотерапия (как способ Встречи) в группе более эффективна, чем психотерапия один на один. Эта форма работы, широко распространённая сегодня, в начале прошлого века была революционной.
Задачей групповой психотерапии является создание психотерапевтического сообщества, или преобразование существующего сообщества с его формальной иерархией, в психотерапевтическое, основанное на теле-отношениях. Эту задачу можно решить, используя психодраму, основанную на социометрии.

### Социометрия
Социометрия — это метод из теории малых групп для выявления состава малых групп и персон лидеров, разработанный Я. Морено. Над теорией малых групп работали также Э. Мэйо и К. Левин.
Морено также издавал журнал «Социометрия».

### Психодрама
В буквальном переводе с греческого это слово означает «действие души», и ключевое слово здесь — «действие». В отличие от существовавших к началу 1920-х годов методов психотерапии, психодрама не была «разговорным» жанром. Проблема пациента, который в психодраме называется протагонистом, то есть актёром, играющим главную роль, решалась с помощью разыгрывания её на психодраматической сцене.
В рамках психотерапевтической триады Морено психодрама является способом снять блоки спонтанности, препятствующие осуществлению Встречи.

### Социодрама
Исторически появление методов по свидетельству самого Морено происходило в такой последовательности: 1916 Социометрия, 1918 Аксиодрама, 1921 Социодрама, 1935 Психодрама. Философская основа всей системы начала разрабатываться в ранних произведениях Морено с 1914 года (в художественной форме) и продолжалась в течение всей жизни автора. Причём современная психодрама сохранила следы тесной связи психодрамы и социометрии, которая, в свою очередь, должна начинаться с социодрамы и в поиске групповой темы проходить стадии своего качественного (а не количественного) определения. Так движется конкретизация «тема-проблема-сцена», в целом — событие, собственно, и создающее психодраматическую группу. Социодрама отличается от психодрамы кроме многих технических и инструментальных отличий тем, что в ней не один протагонист, а два и более (например, партнёры в жизни) (подробнее см «18 признаков социодрамы» стр.154 «Понимать Морено»). В настоящее время социодрама становится самостоятельным методом, активно используемым в семейной терапии, организационном консультировании, тренинге, образовании, социальной работе, в социальной диагностике и, конечно, в групповой психотерапии. Социодрама стимулирует возрождение широкого понимания Психодрамы как системы, которая является одновременно и философией, и психологией, и социологией. В аспекте практики возрождается как социально-психологическая терапия или, используя понятие создателя системы — социатрия, основным методом которой становится социодрама.